# Avaniapuram
Avaniapuram (en tamil: அவனியாபுரம் ) es una localidad de la India en el distrito de Madurai, estado de Tamil Nadu.

## Geografía
Se encuentra a una altitud de 132 m.s.m. a 440 km de la capital estatal, Chennai, en la zona horaria UTC +5:30.

## Demografía
Según estimación 2010 contaba con una población de  72 438 habitantes.